# Dave Weill
David Lawson « Dave » Weill (né le 25 octobre 1941 à Berkeley) est un athlète américain spécialiste du lancer du disque. Licencié à l'Indiana Track Club, il mesure 2,00 m pour 120 kg.

## Carrière

### Palmarès
| Date | Compétition           | Lieu  | Résultat | Performance |
| ---- | --------------------- | ----- | -------- | ----------- |
| 1964 | Jeux olympiques d'été | Tokyo | 3e       | 59,49 m     |

### Records
| Épreuve          | Performance | Lieu | Date |
| ---------------- | ----------- | ---- | ---- |
| Lancer du disque | 62,99 m     |      | 1967 |